# 2510-es mellékút (Magyarország)
A 2510-es számú mellékút egy körülbelül 11 kilométeres hosszúságú, négy számjegyű országos közút a Bükk nyugati részén, Heves vármegye területén.

## Nyomvonala
A 25-ös főútból ágazik ki, annak 35+100-as kilométerszelvénye közelében, nagyjából északi irányban, Egercsehi egyik különálló településrészén. Kezdeti szakaszán Kossuth Lajos út a neve, majd a település északi részén a Csónak út nevet veszi fel. Harmadik kilométere előtt átlép Bekölce területére, ott a faluközpont eléréséig a Szabadság utca nevet viseli. Nagyjából a 4+500-as kilométerszelvényénél beletorkollik nyugat felől a 25 105-ös út, onnantól azt az irányt követi tovább, vagyis keletnek fordul, a neve itt Béke út.
A település lakott területét elhagyva egyre délebbnek húzódik, és a 9+500-as kilométerszelvénye közelében eléri Mikófalva központját; ott egyes szakaszokon már egyértelműen déli irányban halad. Ezután viszont ismét keletnek fordul, majd Mikófalva, Bükkszentmárton és Mónosbél hármashatára közelében, de csak a két előbbi település határvonalán beletorkollik a 2507-es útba.
Teljes hossza, az országos közutak térképes nyilvántartását szolgáló kira.gov.hu adatbázisa szerint 10,671 kilométer.